# Mycosphaerella lini
Mycosphaerella lini är en svampart som beskrevs av Clem. 1908. Mycosphaerella lini ingår i släktet Mycosphaerella och familjen Mycosphaerellaceae.   Inga underarter finns listade i Catalogue of Life.